# 勒吕耶
勒吕耶（法語：Le Luhier，法語發音：[lə lyje]）是法国杜省的一个市镇，位于该省东部，属于蓬塔利耶区。

## 地理
勒吕耶（47°10'6"N, 6°39'34"E）面积5.21 平方千米，位于法国勃艮第-弗朗什-孔泰大區杜省，该省份为法国东部内陆省份，北起上索恩省，西接汝拉省，东部及东南部与瑞士接壤，东北部与贝尔福地区省接壤。
与勒吕耶接壤的市镇（或旧市镇、城区）包括：蒙贝利亚尔多、蒙德拉瓦勒、勒吕塞、勒比佐、勒梅蒙、博内塔日。

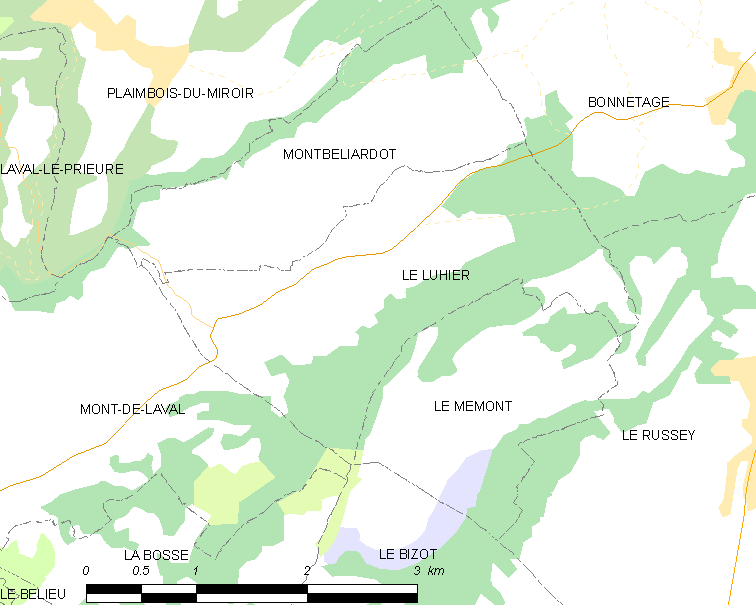
勒吕耶的OSM定位图

勒吕耶的时区为UTC+01:00、UTC+02:00（夏令时）。

## 行政
勒吕耶的邮政编码为25210，INSEE市镇编码为25351。

## 政治
勒吕耶所属的省级选区为莫尔托县。

## 人口

1962-2008年间勒吕耶人口变化图示

勒吕耶于2022年1月1日时的人口数量为243人。